# 勝山城 (紀伊国)
勝山城（かつやまじょう）は、和歌山県東牟婁郡那智勝浦町浜ノ宮にあった日本の城（山城）。

## 概要
熊野三所権現の裏山に、同町遺跡番号23として城跡があり、井戸跡・堀切・曲輪が残る（遺跡番号53「橋爪坊屋敷跡」・54「神光坊屋敷跡」という中世居館遺構とも近接する）。
当時は東牟婁郡で最大級の城だった。城主は那智山の有力社家で、熊野水軍の有力者の一つでもあった潮崎氏の一族である廊ノ坊重盛。城は戦国時代に新宮の戦国大名となった堀内氏との1581年（天正9年）の合戦で3ヶ月持ちこたえたが、落城した。
城跡には平安時代末期に那智湾で入水したと伝わる平維盛の墓もある。潮崎氏は、平清盛の弟で源頼朝から本領を安堵された平頼盛の子孫であるとも、頼盛の子孫を鎌倉時代に養子を迎えたともされる。